# SG Riehen
Die Schachgesellschaft Riehen ist ein Schachklub aus Riehen im Kanton Basel-Stadt.
Gegründet wurde der Verein von zehn Schachliebhabern am 23. Februar 1928 in der damaligen Rössli-Kaffeehalle. Die Initiative ging vom damals 23-jährigen Geometer Willy Fackler aus, der von 1948 bis 1958 den Verein auch präsidierte. Der Spielort musste allerdings bald gewechselt werden.
Die ersten zehn Jahre der SG Riehen verliefen gemäss den damaligen schriftlichen Quellen sehr wechselhaft. 1938 konnte dfie SG Riehen ihr 10-jähriges Bestehen mit 60 Mitgliedern feiern. Wie bei vielen anderen Vereinen gab es während des Zweiten Weltkrieges Probleme. Wegen des Aktivdienstes litt der Spielbetrieb, er konnte aber immer aufrechterhalten werden. 1947 trat die SG Riehen dem Schweizerischen Schachverein, dem Dachverband der Schweizer Vereine, bei. Im November 1968 – zum 40. Geburtstag der SG Riehen – hielt der dänische Grossmeister Bent Larsen einen Vortrag und gab anschliessend ein Simultan. 1970 führte die SG Riehen die Schweizer Einzelmeisterschaften durch.
Die Basis zum weiteren stetigen Aufstieg legte die SG Riehen im Januar 1969 mit der Gründung einer eigenen Jugendschachgruppe. Schon zwei Jahre später (1971) fand in Riehen die Schweizer Juniorenmeisterschaft statt. Seit dieser Zeit fördert die SG Riehen konsequent den Schachnachwuchs. Aus der eigenen Jugendgruppe gingen immer wieder starke Spieler hervor. Der bekannteste Spieler ist zweifellos FIDE-Meister Matthias Rüfenacht, der sich an wichtigen Turnieren und Wettkämpfen hervorragend schlug. Im Fernschach erzielte er sogar den Titel eines Grossmeisters des Weltschachbundes.
1980 stieg die Schachgesellschaft in der Schweizerischen Mannschaftsmeisterschaft (SMM) zum ersten Mal in die Nationalliga A auf. Sie blieb in den folgenden Jahren eine Liftmannschaft, ehe sie sich seit 2003 in der NLA dauernd behaupten konnte. 2011, 2013 und 2014 wurde der Verein Vize-Schweizermeister. 1982 gewann die SG Riehen den Teamcup. In der Schweizer-Gruppenmeisterschaft spielt Riehen in der 1. Bundesliga.
In den NLA-Saisons 2023 und 2024 wurde die SG Riehen in der SMM mit den Spielern Olivier Renet, Markus Ragger, Dennis Breder, Andreas Heimann, Ognjen Cvitan, Matthias Rüfenacht, Adrien Demuth, Ioannis Georgiadis, Gregor Haag, Nicolas Brunner und Dorian Jäggi Schweizermeister. Mannschaftsleiter ist Peter Erismann. Seit 2024 ist Robert Luginbühl Präsident.
In Anerkennung besonderer Verdienste auf dem Gebiete des Sports richtet die Gemeinde Riehen jährlich einen Sportpreis aus. Die Auszeichnung für die Jahre 2011 und 2023 wurde der Schachgesellschaft Riehen zugesprochen.